# Ta hronia tis megalis zestis
Ta hronia tis megalis zestis (Τα Χρόνια της Μεγάλης Ζέστης els anys de la gran calor) és un pel·lícula grega dirigida per Frieda Liappa i estrenada el 1991.

## Argument
A finals d'estiu, durant una onada de calor, un grup d'amics es va refugiar a la platja d'Elektra. No recorden res del seu passat, a part que van néixer en aquesta platja i que hi viu. Un dia, un desconegut, Pavlos, arriba a la platja. També va perdre la memòria, a causa d'un virus que el va afectar durant una onada de calor anterior. Tanmateix, per a ell, la platja és estranyament familiar. Pavlos i Elektra s'enamoren. Durant l'última nit de l'onada de calor quan bufa el xaloc, mentre fan l'amor, el record els torna. Reviuen l'assassinat que els va unir fa temps.

## Repartiment
- Electra Alexandropoulou
- Pericles Moustakis
- Maro Seirli
- Giorgos Constas
- Thanos Grammenos
- Mania Papadimitriou
- Kyriakos Angelakos

## Premis
Menció a la millor fotografia per Nikos Smaragdis a la XIII edició de la Mostra de València.